# Antoni Wyssogota Zakrzewski

Herb Wyssogota

Antoni Wyssogota Zakrzewski (zm. 1779), kasztelan biechowski, krzywiński, lądzki i santocki.

## Rodzina
Pochodził z rodziny szlacheckiej, zasłużonej dla ojczyzny, pieczętującej się herbem Wyssogota. Ojciec Antoniego, Adam Zakrzewski pełnił urząd sędziego ziemskiego kaliskiego i podczaszego wschowskiego. Matka Marianna Walknowska. Brat Antoniego, Andrzej (1710-1742) został zabity przed dworem przez swego szwagra Aleksandra Bojanowskiego. Pozostałe rodzeństwo: Józef - sędzia ziemski kaliski, Franciszek - ksiądz kanonik, Katarzyna, Anna - franciszkanka w Śremie. Ożenił się z Rozalią Malczewską córką Wojciecha Malczewskiego herbu Abdank, starosty kcyńskiego i sędziego ziemskiego poznańskiego. Z tego małżeństwa urodził się syn Wojciech - kustosz katedry poznańskiej, kawaler Orderu Świętego Stanisława. Po raz drugi ożenił się z Agnieszką Anną Bielińską herbu Szeliga, córką kasztelana lądeckiego. Była ona wdową po Kasprze Modlibowskim, kasztelanie międzyrzeckim. Z małżeństwa urodziło się 4 dzieci: Franciszek Ksawery - generał adiutant, Michał, Ignacy, córka Konstancja, została żoną Ignacego Zakrzewskiego herbu Wyssogota, prezydenta Warszawy.

## Pełnione urzędy
Pełnił urząd starosty kruszwickiego i radziejowskiego. Od 1755 roku na stanowisku kasztelana santockiego. W latach następnych sprawował urząd kasztelana jeszcze w 3 innych miastach: Biechowie, Krzywinie, Lądzie. W latach 1755–1772 kasztelan biechowski, następnie kasztelan krzywiński (1772-1778) i kasztelan lądecki (1778-1779).

## Dobra majątkowe
Był właścicielem dóbr majątkowych: Czarków, Gutów, Bierzglina, Mokronosa i Kromolice.